# Pericrocotus erythropygius
A Pericrocotus erythropygius a madarak osztályának verébalakúak (Passeriformes) rendjébe és a tüskésfarúfélék (Campephagidae) családjába tartozó faj.

## Rendszerezése
A fajt Thomas C. Jerdon brit ornitológus írta le 1840-ben, a Muscicapa nembe Muscicapa erythropygia néven.

## Előfordulása
Dél-Ázsiában, India területén honos. Természetes élőhelyei a szubtrópusi vagy trópusi füves puszták, szavannák és cserjések, valamint szántóföldek. Állandó, nem vonuló faj.

## Megjelenése
Testhossza 17 centiméter.
|  |  |

## Életmódja
Elsősorban rovarokkal táplálkozik.

## Természetvédelmi helyzete
Az elterjedési területe rendkívül nagy, egyedszáma pedig stabil. A Természetvédelmi Világszövetség Vörös listáján nem fenyegetett fajként szerepel.